# Călățele
Călățele é uma comuna romena localizada no distrito de Cluj, na região histórica da Transilvânia. A comuna possui uma área de 74.50 km² e sua população era de 2592 habitantes segundo o censo de 2007.